# Буллок, Артур Оллмен
Артур Оллмен Буллок (англ. Arthur Allman Bullock, 1906 — 1980) — британский ботаник.

## Биография
Артур Оллмен Буллок родился в 1906 году.
С 1949 по 1951 год он занимался интенсивным коллекционированием в Танзании и Замбии.
Артур Оллмен Буллок умер в 1980 году.

## Научная деятельность
Артур Оллмен Буллок специализировался на семенных растениях.